# Apronal
Apronal (tên thương hiệu Sedormid), hoặc apronalide, còn được gọi là allylisopropylacetylurea hoặc allylisopropylacetylcarbamide, là một thôi miên/an thần ma túy của ureide (acylurea) nhóm được tổng hợp vào năm 1926  bởi Hoffmann-La Roche rằng không còn được sử dụng trừ Nhật Bản (Xem bài viết của Nhật Bản). Mặc dù nó không phải là một barbiturat, nhưng apronalide có cấu trúc tương tự như các barbiturat (là một carbamide chuỗi mở thay vì có dị vòng). Theo đó, nó tương tự như hoạt động của barbiturat, mặc dù so sánh nhẹ hơn đáng kể (trước đây được sử dụng làm thuốc an thần ban ngày với liều 1 đến 2 gram mỗi 3 đến 4 giờ). Sau khi phát hiện ra rằng nó khiến bệnh nhân phát triển ban xuất huyết giảm tiểu cầu, apronalide đã được rút khỏi sử dụng lâm sàng.